# Amblyteles contristans
Amblyteles contristans är en stekelart som beskrevs av Rudow 1888. Amblyteles contristans ingår i släktet Amblyteles och familjen brokparasitsteklar. Inga underarter finns listade i Catalogue of Life.